# Survivor (Desiigner)
Survivor è un singolo del rapper statunitense Desiigner pubblicato il 17 aprile 2020.

## Tracce
1. Survivor – 2:56